# Château de Ternopil
Le château de Ternopil (en ukrainien : Старий замок (Тернопіль)) se situe dans l'oblast de Ternopil, en Ukraineen bordure du lac.

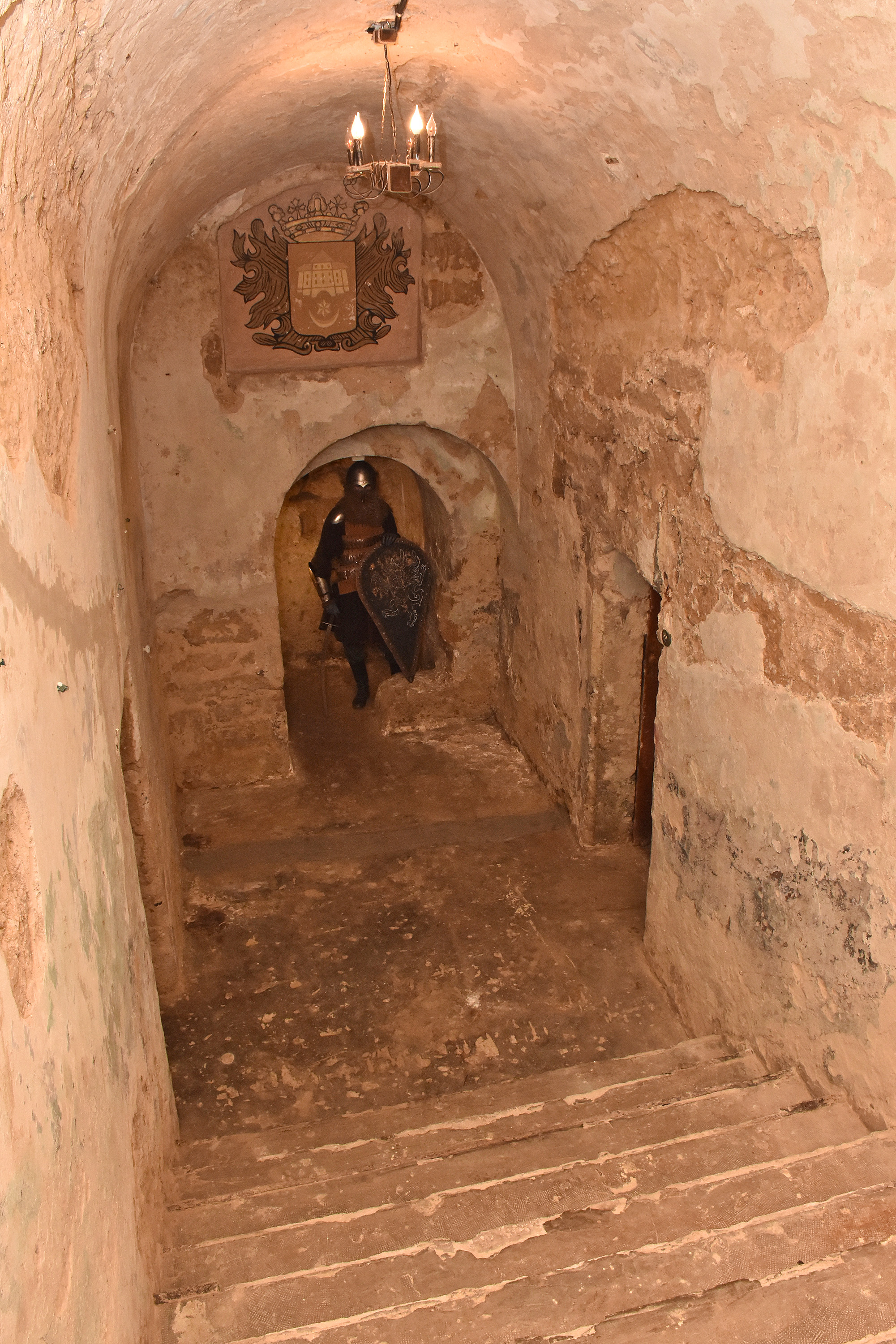
Souterrain,
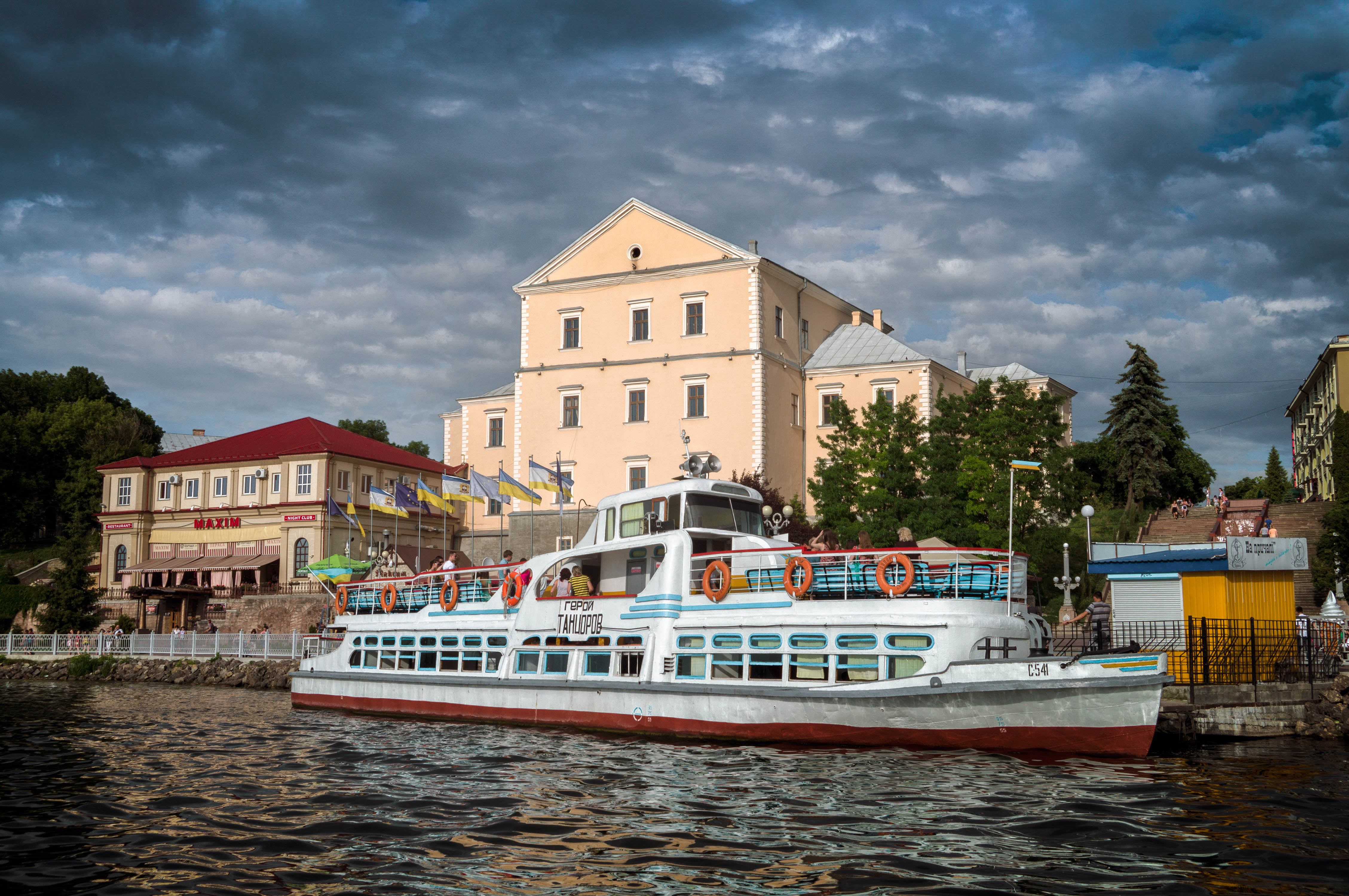
sur le lac,
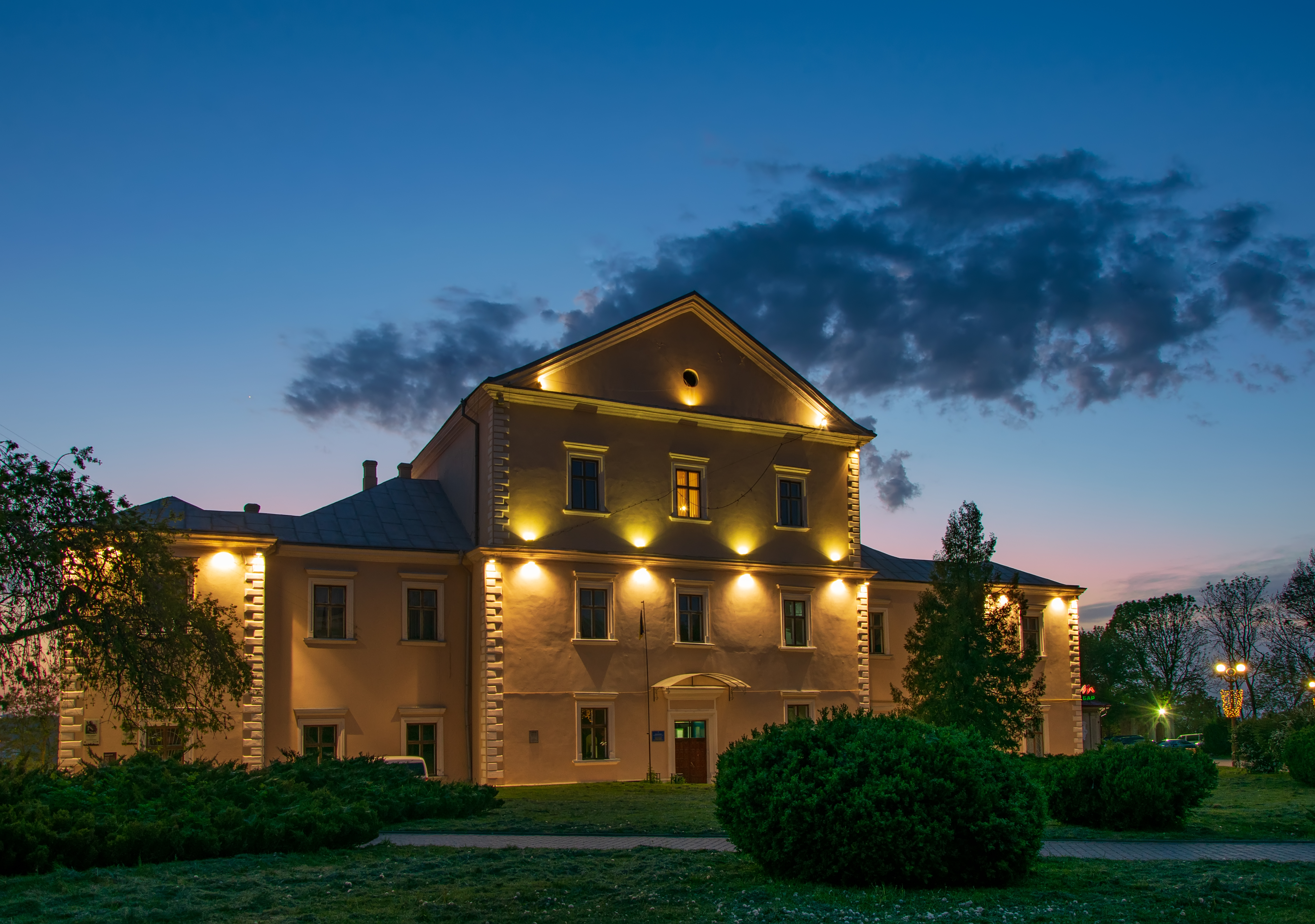
nuitemant,
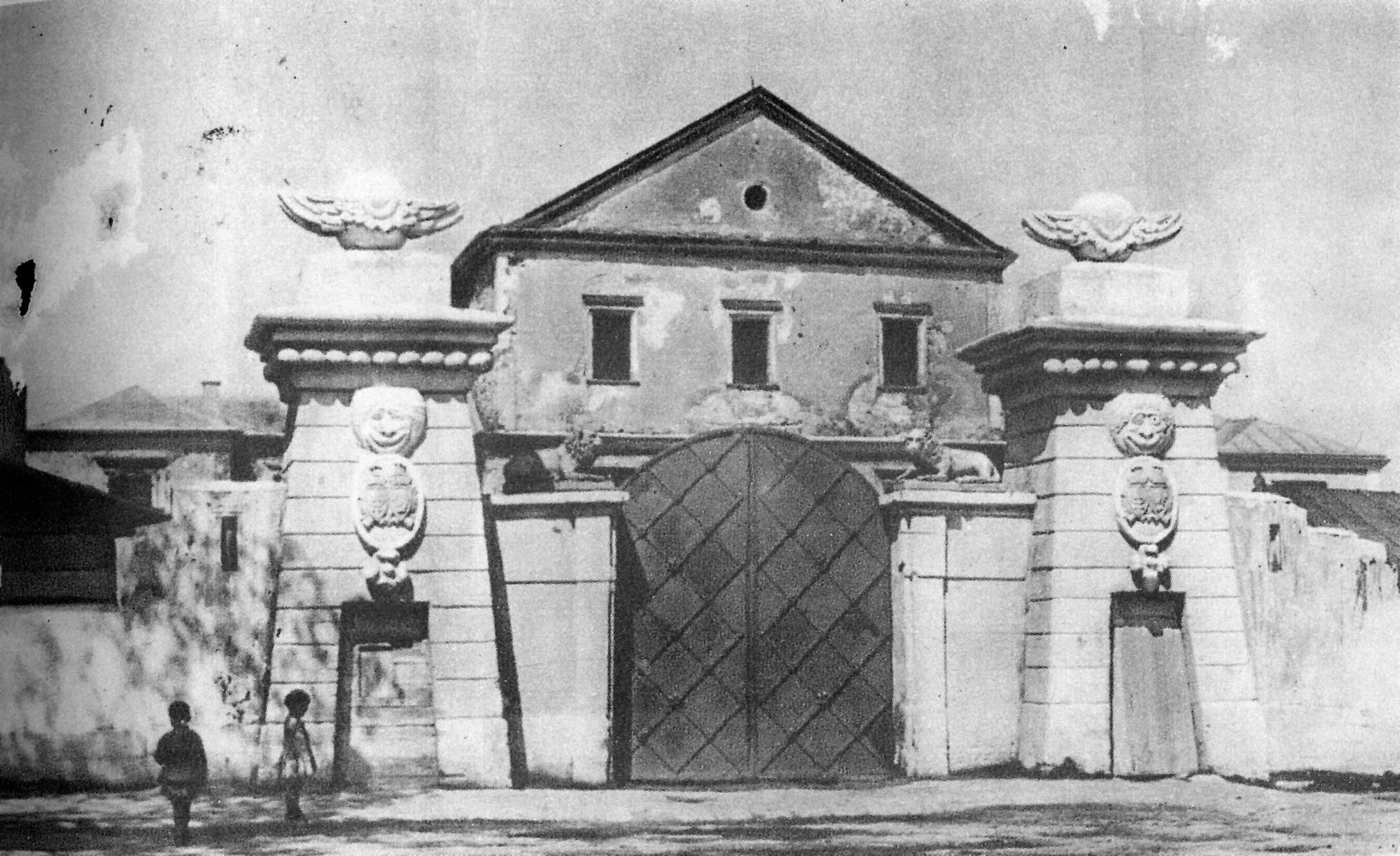
le portail du château XIXe siècle.

Le château est construit entre 1540 et 1548 par Jan Tarnowski pour protéger la frontière sud de la république des Deux Nations. Ses fortifications sont alors parmi les plus modernes de l'Europe. Dans son château, Tarnowski reçoit des artistes et amasse une vaste bibliothèque et de nombreuses œuvres d'art et forme ainsi les bases de la ville.